# Сантос, Ромео
Роме́о Са́нтос (исп. Romeo Santos; наст. имя: Энтони Сантос; род. 21 июля 1981, Бронкс, Нью-Йорк, США) — американский певец, композитор, музыкальный продюсер, бывший солист группы Aventura.

## Дискография

### Альбомы
См. также «Romeo Santos discography» в английском разделе.
- Formula, Vol. 1 (2011)
- The King Stays King: Sold Out at Madison Square Garden (2012)
- Formula, Vol. 2 (2014)
- Golden (2017)
- Utopía (2019)

## Премии и номинации
См. «List of awards and nominations received by Romeo Santos» в английском разделе.